# Torre Ejecutiva Pemex
La Torre Ejecutiva Pemex è un grattacielo di Città del Messico situato nell'Av. Marina Nacional, nella zona ovest della città. è il secondo grattacielo più alto del Messico, con 214 metri d'altezza. La sua costruzione è iniziata nel 1981; è diventato l'edificio più alto della repubblica Messicana nel 1983, anno in cui è stato terminato, superando la Torre Latinoamericana e il World Trade Center. È utilizzato dalla ditta omonima.
Per vent'anni fu l'edificio più alto del Messico, fino all'agosto del 2003 quando venne inaugurata la Torre Mayor.
Dopo il terremoto del 19 settembre 1985, viene considerato uno dei grattacieli più resistenti e sicuri del mondo; assieme con la Torre Latinoamericana, il World Trade Center e la Torre Mayor.